# 小山三郎 (技師)

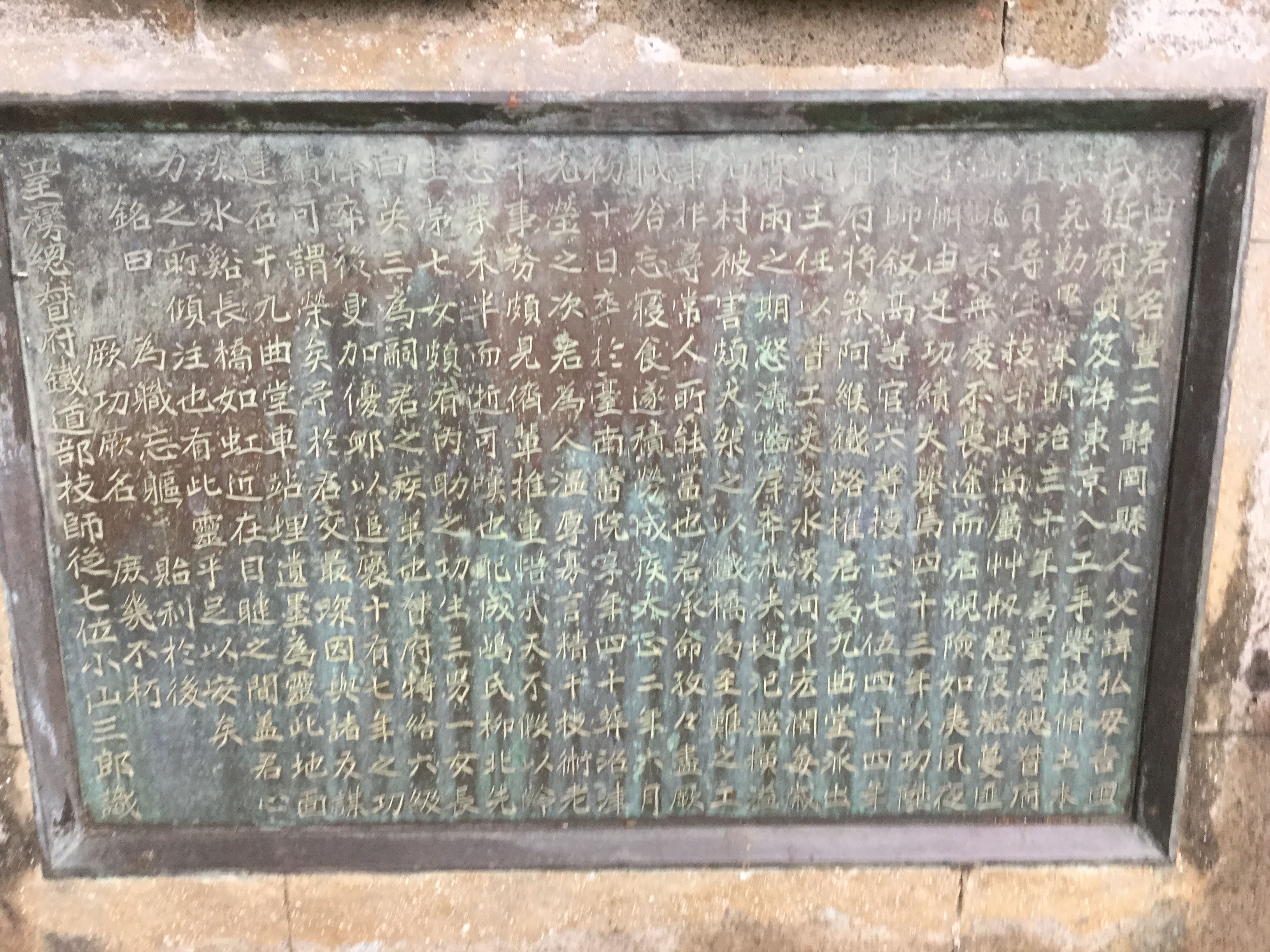
飯田豊二記念碑の小山による碑文（高雄市大樹区の九曲堂駅前）

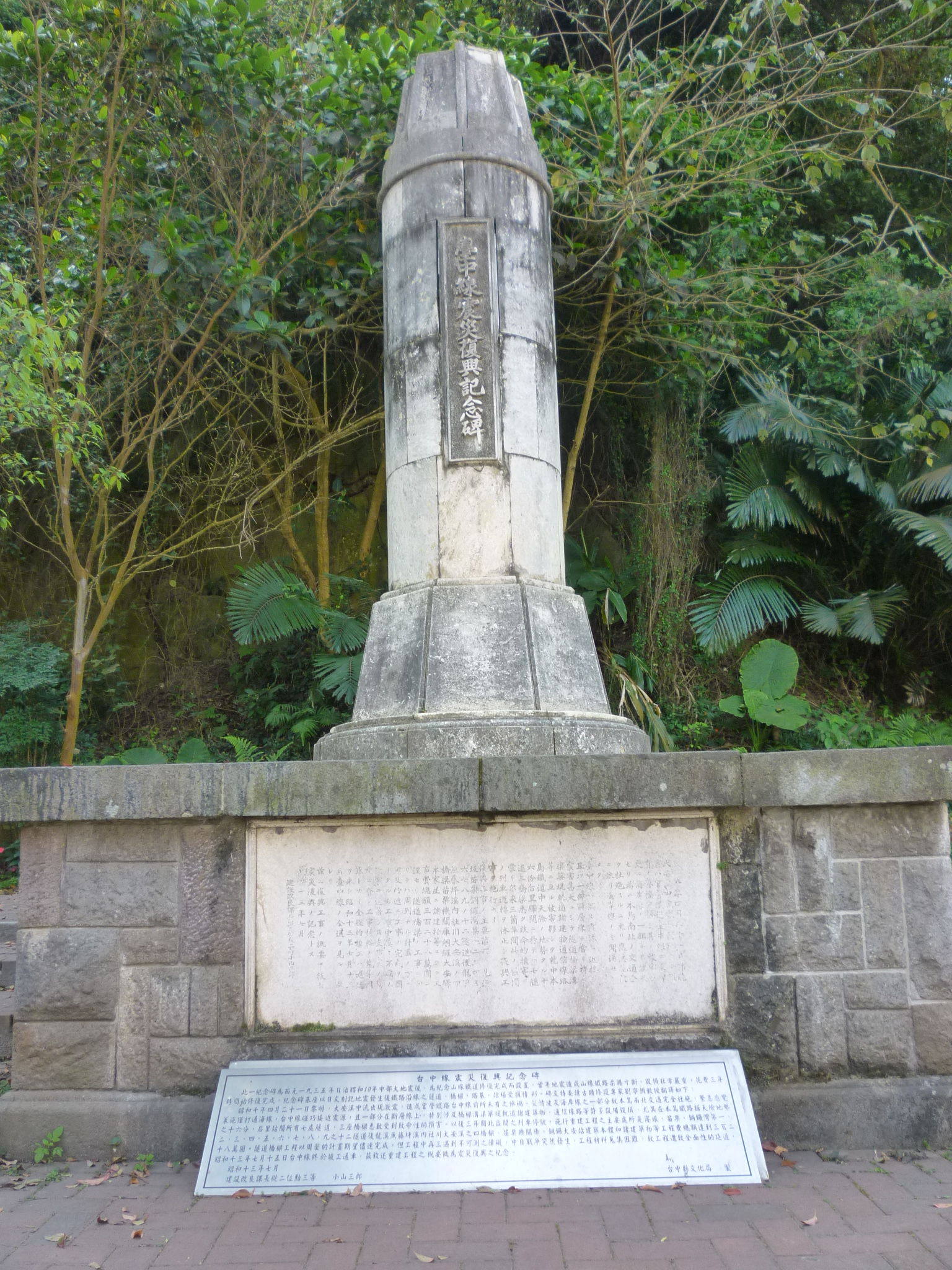
台中線震災復興紀念碑

小山 三郎（こやま さぶろう、1885年（明治18年）3月16日 - 没年不明
は埼玉県出身の土木技術者。台湾総督府の技師として日本統治時代の台湾各地で鉄道敷設に関わった。

## 経歴
1885年（明治18年） - 埼玉県大里郡熊谷宿（熊谷市の前身）で出生、本籍は東京市芝区三田綱町（現・東京都港区三田）。
父・保政も逓信省、臨時台湾鉄道隊の鉄道技師で、日本統治直後の台湾で鉄道調査、鉄道整備に従事し、1899年に病死している。
- 1906年（同39年）7月、旧制学習院高等科卒業[7]。
- 1909年（同42年）7月 - 東京帝国大学工学部土木工学科（東京大学大学院工学系研究科・工学部の前身）を卒業、台湾総督府鉄道部技手として工務課に配属[1]。
- 1910年（同43年）4月 - 阿里山作業所技手[8]。
- 1911年（同44年）4月 - 阿里山作業所技師[8]。
- 1912年（大正元年）8月 - 鉄道部技師[8]。
  - 縦貫線（台北 - 基隆間）の複線化事業[8]。
- 1914年（同3年） - 打狗保線事務所長[9]
- 1919年（同8年） - 鉄道部宜蘭出張所長[1]。
  - 宜蘭線建設事業[10]。
- 1920年（同9年）1月　欧米に出張[11]（翌年1月帰国）。[12]
- 1923年（同12年）2月 - 監督課長兼保線係長[7]。
- 1924年（同13年） - 汽車課長[1]。
- 1927年（昭和2年） - 運転課長兼花蓮港鉄道出張所長[1]。
- 1928年（同3年）12月 - 改良課長[1][7]。
- 1929年（同4年）9月 - 市区計画委員会委員[8]。
- 1930年（同5年）11月 - 交通局鉄道職員共済組合審査会審查委員兼高雄改良事務所事務取扱[8]。
- 1931年（同6年）12月 - 工務課長兼務[7]。
  - 1935年（同10年）7月 - 都市計画法施行準備委員会委員、道路港湾課技師を兼任[8]。
- 1937年（同12年） - 2月より台湾防衛委員会幹事、5月より台湾都市計畫委員会委員[8]。

- 1938年（同13年）5月、健康上の理由で退職、日本に戻る[10]。

1935年（昭和10年）の新竹・台中地震後は震災調査委員会の委員として被害調査および復旧事業などを担った。泰安旧駅（台中市豊原区）には小山による地震記念碑が現存しているほか、屏東線の下淡水渓鉄橋（旧橋）建設で殉職した友人の技師飯田豊二の記念碑を建てている。

### 栄典
叙位
- 従七位 1911年（明治44年）6月20日[16]
- 正七位 1913年（大正2年）11月21日[17]
- 従六位 1916年（大正5年）10月30日[18]
- 正六位 1919年（大正8年）10月30日[19]
- 従五位 1922年（大正11年）11月10日[20]
- 正五位 1927年（昭和2年）12月15日[21]
- 従四位 1933年（昭和8年）1月16日[22]
- 正四位 1938年（昭和13年）2月15日[23]
- 従三位 1938年（昭和13年）6月24日[24]

勲等
- 勲六等瑞宝章 1922年（大正11年）12月23日[25]
- 勲五等瑞宝章 1927年（昭和2年）1月22日[26]
- 勲四等瑞宝章 1929年（昭和4年）12月26日[27]
- 勲三等瑞宝章 1933年（昭和8年）12月13日[28]

### 註釈
1. ↑  1942年、ボルネオに向かうべく大洋丸に乗船した記載が八田與一の伝記にあるが[2]、沈没後の安否については不明となっている。
2. ↑  ただし、大洋丸遭難の死亡者、生存者、行方不明者名簿[3]には、小山の名前はない。
3. ↑  同姓同名の可能性があるが、昭和19年9月鉄道砂利株式会社の商業登記（変更）[4]に取締役小山三郎の名前がある。
4. ↑  帝国鉄道協会誌 汎交通 43巻6号(昭和17年6月号) 106頁の訃報覧には小山の名前はない。
5. ↑  日本交通協会誌 汎交通 49巻8号(昭和24年8月号)49頁には「前回報告(昭和24年5月)から昭和24年7月までの間に訃報に接した会員」のなかに小山の名前がある。
6. ↑  なお中央研究院の電子版職員録の人名での検索結果には、台中庁や台南州の職員だった同姓同名の小山三郎 (内務官僚)も含まれる[5]。